# Reductio ad Hitlerum
Reductio ad Hitlerum, også kendt som at spille nazikortet, er et forsøg på at ugyldiggøre en andens holdning på grundlag af, at Adolf Hitler eller Nazipartiet havde den samme opfattelse. Et eksempel ville være, at Hitler var imod rygning, hvilket antyder, at en person, der er imod rygning, er en nazist.
Begrebet blev skabt af Leo Strauss i 1953 med udgangspunkt i udtrykket reductio ad absurdum. Ifølge Strauss er reductio ad Hitlerum en form for ad hominem-argument. Med "reductio ad Hitlerum" søger man at påføre modparten skyld ved at forbinde vedkommende med noget moralsk forkasteligt. Det er en taktik ofte brugt til at afspore en modparts argument, da sådan en association ofte giver modparten en følelse af frustration og vrede. Det er dermed en strategi, der kan bruges til at undgå at møde modpartens argument med en modargumentation.